# خبز عجينة متخمرة
خبز العجينة المتخمرة أو العَجنة المُتَخَمَّرة أو العجين المتخمر أو خبز العجينة الحامضة (بالإنجليزية: Sourdough)‏ أو عجين حامضي (خبز من عجينة محمضة-Sourdough bread) 
يحضر عن طريق تخمير العجينة باستخدام العصية اللبنية الطبيعية والخمائر. خبز العجينة المتخمرة له مذاق حامض نسبيا ليس موجودا في معظم الأنواع الأخرى من الخبز المخبوز بخميرة الخابز، كما أن خبز العجينة المتخمرة يتمتع بخصيصة العمر التخزيني المطول مقارنة بأنواع أخرى من الخبز، وذلك بفضل حمض اللبنيك الذي تنتجه العصية اللبنية.

## التاريخ
في موسوعة علم الأحياء الدقيقة للأغذية كتب مايكل غانزل: "إن أصول صناعة الخبز قديمة جدًا لدرجة أن كل ما يقال عنها يجب أن يكون مجرد تكهنات. يعود تاريخ أحد أقدم أنواع الخبز المخمر إلى 3700 قبل الميلاد وتم التنقيب عنه في سويسرا ولكن أصله  من المحتمل أن يرتبط بأصل الزراعة في الهلال الخصيب قبل عدة آلاف من السنين، اعتمد إنتاج الخبز على استخدام العجين المخمر كعامل تخمير لمعظم التاريخ البشري، يعود استخدام خميرة الخباز كعامل تخمير إلى أقل من 150 عامًا.
وصف بلينيوس الأكبر طريقة العجين المخمر في كتابه «التاريخ الطبيعي»: لكن بشكل عام لا يقومون بتسخينها على الإطلاق، لكنهم يستخدمون فقط العجين المحفوظ من اليوم السابق، من الواضح أنه من الطبيعي للحموضة أن تجعل العجين يتخمر.
يحظى الخبز المصنوع من دقيق الجاودار بنسبة 100٪ شعبية في النصف الشمالي من أوروبا. وعادة ما يتم تخميره بالعجين المخمر. تعتمد بنية خبز الجاودار بشكل أساسي على النشا الموجود في الدقيق بالإضافة إلى الكربوهيدرات الأخرى المعروفة باسم البنتوزان. ومع ذلك ينشط أميليز الجاودار في درجات حرارة أعلى بكثير من أميليز القمح، مما يتسبب في تفكك بنية الخبز حيث يتم تكسير النشا أثناء الطهي. وبالتالي يؤدي انخفاض درجة الحموضة في بادئ العجين المخمر إلى تعطيل نشاط الأميليز عندما لا تتمكن الحرارة من ذلك. في الجزء الجنوبي من أوروبا حيث كان البانيتون يُصنع في الأصل من العجين المخمر أصبح العجين المخمر أقل شيوعًا في الآونة الأخيرة. تم استبداله بخميرة الخباز الأسرع نموًا. في بعض الأحيان تُستخدم مساند تخمير أطول للسماح ببعض النشاط البكتيري لبناء النكهة.
في البلدان الناطقة باللغة الإنجليزية يعتبر الخبز المصنوع من القمح أكثر شيوعًا. لم يعد العجين المخمر الطريقة القياسية لتخمير الخبز. تم استبداله تدريجيًا أولاً باستخدام الباروم من صناعة الجعة ثم بعد تأكيد نظرية الجراثيم من قبل لويس باستير بواسطة الخميرة المستنبتة. على الرغم من استبدال الخبز المخمر في المخابز التجارية في القرن العشرين إلا أنه شهد انتعاشًا بين الخبازين الحرفيين.
يقوم مصنعو الخبز غير المخمر بتعويض نقص الخميرة والبكتيريا عن طريق إدخال مزيج صناعي يُعرف باسم مُحسِّن الخبز أو محسن الدقيق في عجينهم.

## التحضير
يبدأ تحضير العجين المخمر بتخمير مسبق («البادئ» أو «الخميرة»، المعروف أيضًا باسم «الرئيس» أو «الطاهي» أو «الرأس» أو «الأم» أو «الإسفنج») وهو خليط من الدقيق المخمر  والمياه التي تحتوي على مستعمرة من الكائنات الحية الدقيقة بما في ذلك الخميرة البرية والعصيات اللبنية. الغرض من البادئ هو إنتاج خميرة قوية وتطوير نكهة الخبز. من الناحية العملية، هناك عدة أنواع من المقبلات.
يحتوي الدقيق بالفعل على أنواع مختلفة من الخميرة وأبواغ البكتيريا. عندما يتلامس الطحين مع الماء، فإن إنزيم الأميليز يقسم النشا إلى سكريات مختلفة. يمكن أن تستخدم الخميرة التي هي جزء من العجين المخمر هذه السكريات. سوف يتطور الخليط إلى بكتيريا مستقرة، والتي ستستخدم للتخمير. تنتج الخميرة ثاني أكسيد الكربون كمنتج ثانوي للتخمير، مما يؤدي إلى تخمير العجين.
يستغرق الحصول على ارتفاع مُرضٍ من العجين المخمر وقتًا أطول من العجين المخمَّر بخميرة الخباز لأن الخميرة الموجودة في العجين المخمر تكون أقل قوة. مع وجود بكتيريا حمض اللبنيك، لوحظ أن بعض خميرة العجين المخمر تنتج ضعف غاز خميرة الخباز. تؤدي الظروف الحمضية في العجين المخمر، جنبًا إلى جنب مع البكتيريا التي تنتج الإنزيمات التي تكسر البروتينات، إلى ضعف الغلوتين وقد ينتج عنه منتج نهائي أكثر كثافة.

### إعادة تنشيط البادئ
عندما يتخمر، أحيانًا لعدة أيام، يزداد حجم البادئ عن طريق الإضافات الدورية للدقيق والماء، والتي تسمى «المرطبات». طالما يتم تغذية هذه المزرعة البادئة بالدقيق والماء بانتظام، فإنها تظل نشطة.
تعتبر نسبة البادئ المخمر إلى الدقيق الطازج والماء أمرًا بالغ الأهمية في تطوير البادئ وصيانته. هذه النسبة تسمى نسبة الانتعاش. ترتبط نسب المرطبات العالية باستقرار ميكروبي أكبر في العجين المخمر. في عجين سان فرانسيسكو المخمر، تبلغ النسبة 40٪ من الوزن الإجمالي، وهو ما يعادل تقريبًا 67٪ من وزن العجين الجديد. نسبة المرطبات العالية تحافظ على حموضة العجين المنعش منخفضة نسبيًا. تمنع مستويات الحموضة الأقل من الرقم الهيدروجيني 4.0 العصيات اللبنية وتفضل الخمائر المقاومة للأحماض.
تستغرق البادئة المحضرة من الصفر بعجينة القمح والجاودار المملحة حوالي 54 ساعة عند 27 درجة مئوية (81 درجة فهرنهايت) لتستقر عند درجة حموضة بين 4.4 و 4.6.
يحتوي البادئ الأكثر جفافاً وبرودة على نشاط بكتيري أقل ونمو أكبر للخميرة، مما يؤدي إلى إنتاج البكتيريا للمزيد من حمض الأسيتيك مقارنة بحمض اللاكتيك. وعلى العكس من ذلك فإن البادئ الأكثر رطوبةً ودفئًا يكون له نشاط بكتيري أكبر ونمو أقل للخميرة مع زيادة حمض اللاكتيك مقارنة بحمض الخليك. تنتج الخميرة بشكل أساسي ثاني أكسيد الكربون والإيثانول. مطلوب كميات عالية من حمض اللاكتيك في تخمير الجاودار ومختلط الجاودار في حين أن الكميات الأعلى نسبيًا من حمض الأسيتيك مطلوبة في تخمير القمح. البادئ الجاف والبارد ينتج رغيفاً حامضاً أكثر من الرغيف الرطب الدافئ. البادئات المتماسكة (مثل البادئ الفلمنكي الذي قد يتم دفنه في وعاء كبير من الدقيق لمنع الجفاف) تميل إلى أن تكون أكثر استهلاكا للموارد من تلك المبتلة.

### الفترات الفاصلة بين المرطبات
يمكن تقليل الفترات الفاصلة بين مرطبات البادئ من أجل زيادة معدل إنتاج غاز ثاني أكسيد الكربون، وهي عملية توصف بأنها «تسريع». في هذه العملية قد تتغير نسبة الخمائر إلى العصيات اللبنية. بشكل عام، إذا لم يتم تقليل فترات الانتعاش مرة واحدة يوميًا إلى عدة ساعات فيجب تقليل النسبة المئوية للبادئات في العجين النهائي للحصول على زيادة مرضية أثناء الإثبات.
تم ابتكار عمليات بداية أسرع تتطلب عددًا أقل من المرطبات وأحيانًا باستخدام مقبلات العجين المخمر التجاري كملقحات. تنقسم هذه المقبلات عمومًا إلى نوعين: أحدهما مصنوع من عجائن بداية ثابتة ومستقرة تقليديًا وغالبًا ما تكون مجففة حيث تكون نسب الكائنات الحية الدقيقة غير مؤكدة. وهناك نوع آخر مصنوع من الكائنات الحية الدقيقة المعزولة بعناية والتي تنمو إلى مجموعات كبيرة ومتجانسة في المخمرات، ومعالجتها إلى منتجات خباز مشتركة بنسب محددة عدديًا وكميات معروفة من الكائنات الحية الدقيقة المناسبة لأنماط خبز معينة.

### الخبز
يجب تغذية البادئة من 4 إلى 12 ساعة قبل إضافتها إلى العجين عن طريق خلط الدقيق والماء في البادئ. ينتج عن هذا خميرة نشطة والتي يجب أن تنمو في الحجم وتكون جاهزة للاستخدام عندما تكون فقاعية وتطفو في الماء. تُخلط الخميرة بالدقيق والماء لعمل عجينة نهائية بالقوام المطلوب. عادة ما يكون وزن البادئ من 13٪ إلى 25٪ من إجمالي وزن الدقيق على الرغم من أن الصيغ قد تختلف. تُشكل العجينة على شكل أرغفة وتُترك لترتفع ثم تُخبز. يتوفر عدد من طرق «عدم العجن» للخبز المخمر.
نظرًا لأن وقت صعود معظم مقبلات العجين المخمر أطول من الخبز المصنوع من خميرة الخباز فإن مقبلات العجين المخمر غير مناسبة بشكل عام للاستخدام في آلة الخبز. ومع ذلك يمكن نقل العجين المخمر على مدار ساعات عديدة باستخدام بادئ العجين المخمر أو العجين الأم إلى الماكينة باستخدام جزء الخبز فقط من برنامج صنع الخبز متجاوزًا العجن الميكانيكي الموقوت بواسطة مجداف الآلة. قد يكون هذا مناسبًا لإنتاج رغيف واحد، لكن خصائص القشرة المعقدة والمقطعة لخبز العجين المخبوز بالفرن لا يمكن تحقيقها في آلة صنع الخبز لأن هذا يتطلب عادةً استخدام حجر الخبز في الفرن ورش العجين لإنتاج البخار.

## مقدمة
العجينة المتخمرة عجينة تحتوي على زراعات العصية اللبنية في علاقة تكافلية مع الخمائر. إنه من أهم الطرائق للنفش في الخباز، وتعتمد الطرائق الأخرى على أشكال الخميرة المزروعة.

## تحضير

كيفية تحضير عجينة متخمرة ثابتة وإبقائها

### Refreshment of the starter

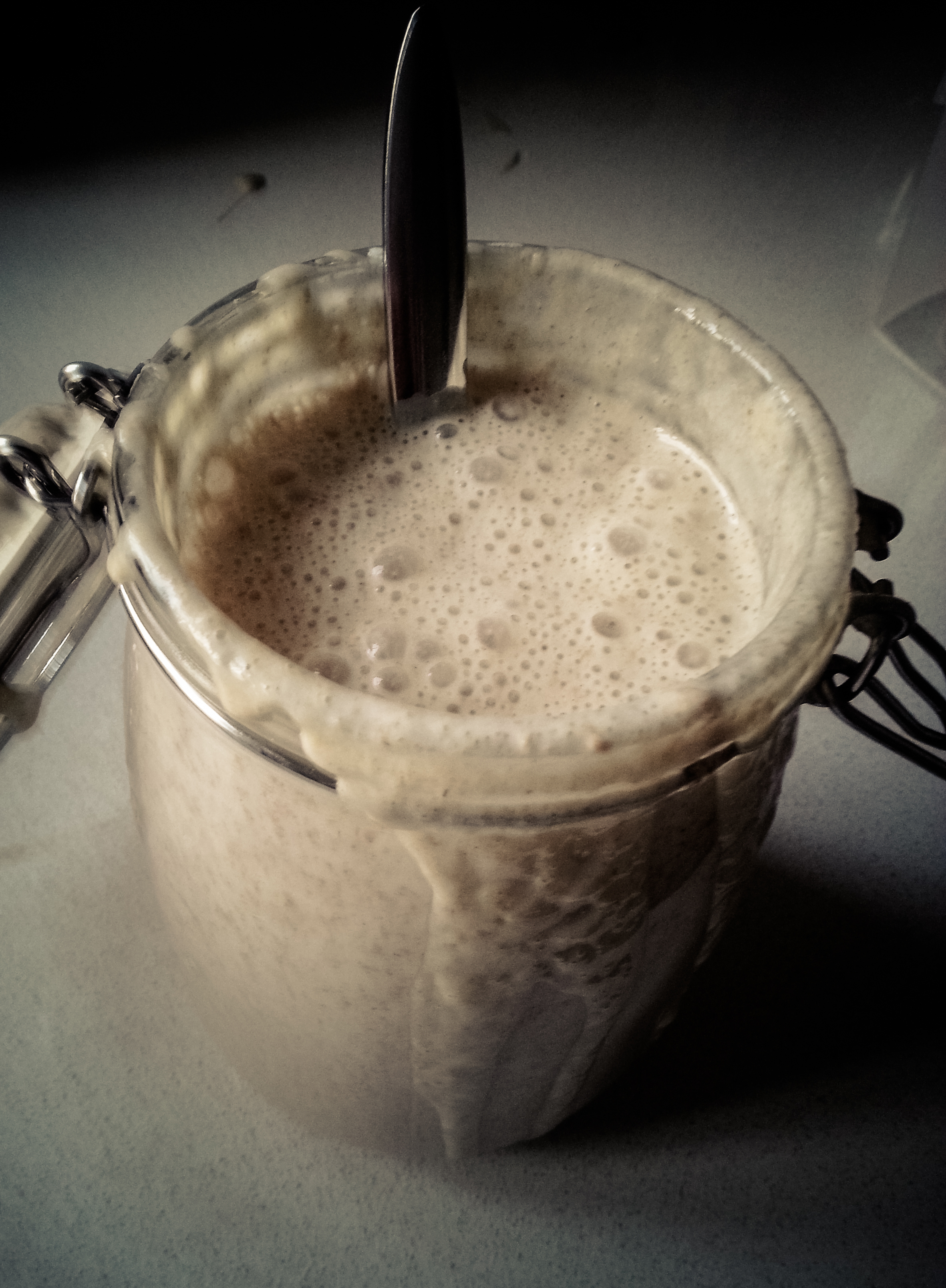
Recently refreshed sourdough

## Biology and chemistry of sourdough

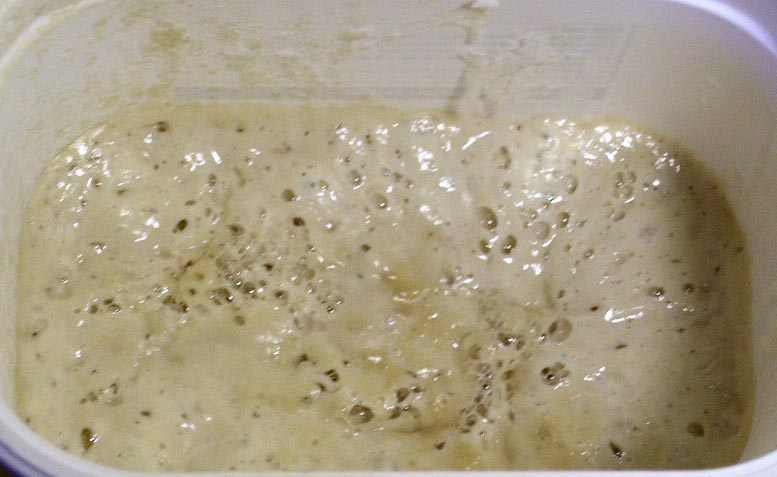
Sourdough starter made with flour and water refreshed for three or more days